# رنو ۹ و ۱۱

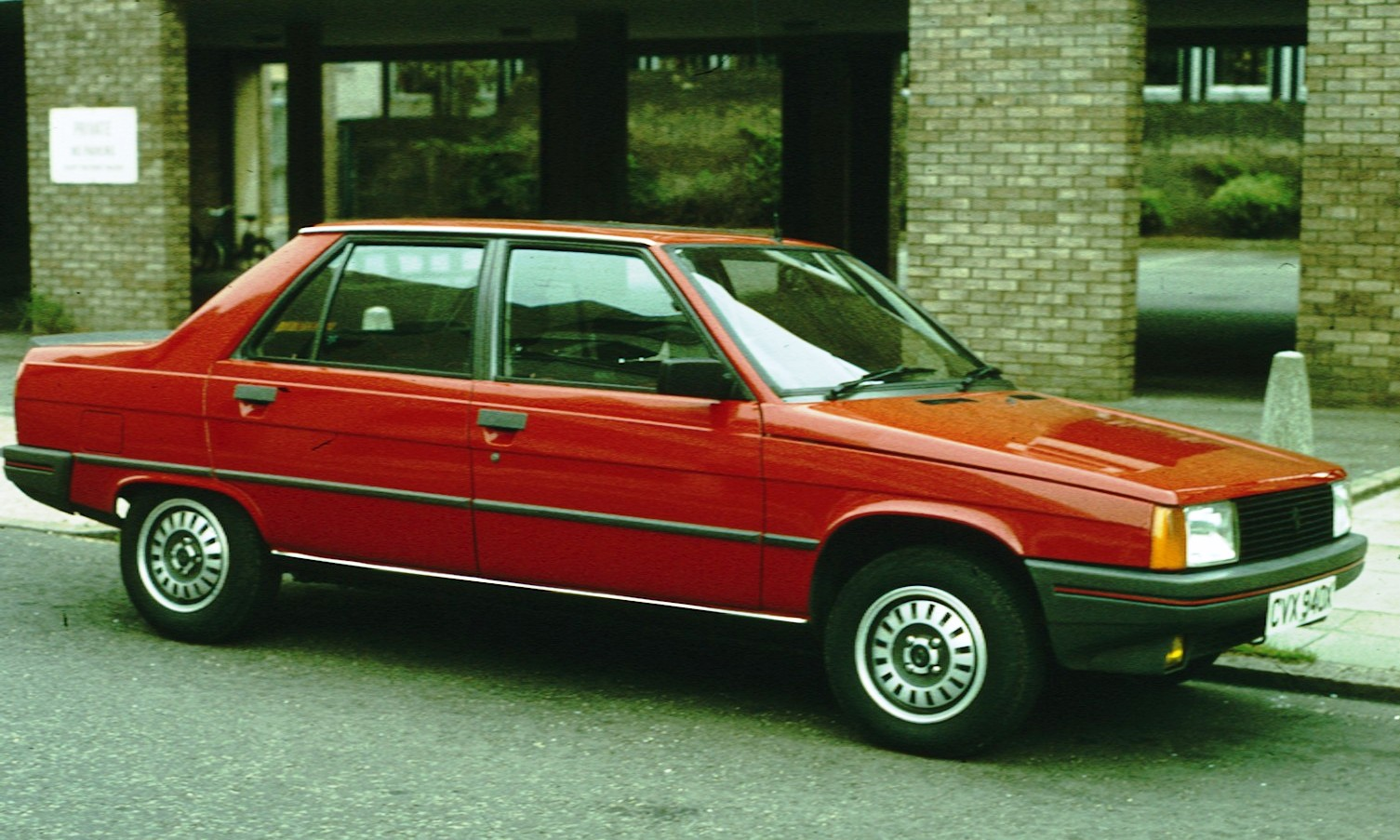

رنو ۹ و ۱۱ (Renault ۹ & ۱۱) خودروهایی هستند که در سال‌های ۱۹۸۱ – ۱۹۸۹ (France)۱۹۸۳ – ۱۹۸۷ (USA)
۱۹۸۴ – ۱۹۹۷ (Argentina)
۱۹۸۳ – ۱۹۹۹ (Colombia)در فرانسه، والادولید، اسپانیا، تایوان (جزیره)، ایالات متحده آمریکا، کلمبیا، آرژانتین، بورسا، ترکیه و مکزیک تولید میشده‌اند.
این خودرو در کلاس خودرو کامپکت قرار گرفته، طراحی آن خودروهای موتور جلو-محور جلو بوده است.
مدل‌های خواهر رنو ۹ و رنو ۱۱ هر دو دیفرانسیل جلو هستند، که نوع رنو۹ سدان چهار در بوده و رنو۱۱ نیز هاچ‌بک سه و پنج در ساخته شد. این مدل به جهت مصرف بنزین پائین، در طول زمان تولید خود در تمامی کشورهای غرب اروپا به‌طور گسترده بفروش رسید. در پاییز ۱۹۸۸ تولید این مدل، متوقف شد.